# Edmundo Ribeiro Rodrigues
Edmundo Ribeiro Rodrigues (São Joaquim – Balneário Camboriú, fevereiro de 2019) foi um médico e político brasileiro.
Foi candidato a deputado estadual para a Assembleia Legislativa de Santa Catarina pelo Partido Social Democrático (PSD), recebendo 3.176 votos e ficando como suplente. Convocado, tomou posse e integrou a 3ª Legislatura (1955-1959).
Foi prefeito municipal de Urubici, de 1957 a 1962. Em sua administração iniciou o projeto de abertura da Serra do Corvo Branco, ligando Urubici a Grão-Pará, que foi inaugurada em 19 de fevereiro de 1980.